# く
く або ク (/ku/; МФА: [ku] • [kɯ]; укр. ку) — склад в японській мові, один зі знаків японської силабічної абетки кана. Становить 1 мору. Розміщується у комірці 3-го рядка 2-го стовпчика таблиці ґодзюон.
Має похідні дзвінкі звуки — ぐ або グ (/gu/; МФА: [gu] • [gɯ]; укр. ґу).

## Короткі відомості

### Опис
Фонема сучасної японської мови. Складається з одного задньопіднебінного приголосного звука та одного неогубленого голосного заднього ряду високого піднесення /u/ (う). Приголосні бувають різними залежно від типу.
| Глухий задньопіднебінний проривний:   |  | /k/ → | く | [kɯ] | (основний звук)                           |
| Дзвінкий задньопіднебінний проривний: |  | /g/ → | ぐ | [gɯ] | (похідний звук)                           |
| Задньопіднебінний носовий:            |  | /ŋ/ → | く゚ | [ŋɯ] | (на письмі практично не використовується) |

### Порядок
Місце у системах порядку запису кани:
- Порядок ґодзюону: 8.
- Порядок іроха: 28. Між お і や.

### Абетки
- Хіраґана: く

Походить від скорописного написання ієрогліфа 久 (ку, давнішній).
- Катакана: ク

Походить від скорописного написання лівої частини ієрогліфа 久 (ку, давнішній).
- Манйоґана: 久 • 九 • 口 • 丘 • 苦 • 鳩 • 来

### Транслітерації

#### く
- Кирилиця:
Система Поліванова: КУ (ку).
Альтернативні системи: КУ (ку).
- Латинка
Система Хепберна: KU (ku).
Японська система: KU (ku).
JIS X 4063: ku
Айнська система: KU (ku).

#### ぐ
- Кирилиця:
Система Поліванова: ҐУ (ґу).
Альтернативні системи: ҐУ (ґу).
- Латинка
Система Хепберна: GU (gu).
Японська система: GU (gu).
JIS X 4063: gu
Айнська система: GU (gu).

### Інші системи передачі
- Шрифт Брайля:
| ●● －－ －● |
- Радіоабетка: КУрабу но КУ (クラブのク; «ку» клубу)
- Абетка Морзе: ・・・－